# Transcoder and Rate Adaptation Unit
Die Transcoder and Rate Adaption Unit (TRAU; deutsch: Transcodierungseinheit) ist Bestandteil der Infrastruktur eines GSM-Mobilfunknetzes und hat die Aufgabe, die mit einer niedrigen Datenübertragungsrate arbeitenden Nutzkanäle der Funkschnittstelle in 64-kbit/s-Kanäle der festen Netzinfrastruktur und umgekehrt zu wandeln. Sie wird dafür von dem Mobilfunksender (BTS) gesteuert, dem sie logisch zugeordnet ist.
Die Transcodierungseinheiten liegen physikalisch im GSM-Netz im Base Station Controller (BSC) und im UMTS-Netz in der Mobilfunkvermittlungsstelle (MSC) und können darin die 64-kbit/s-Kanäle im Submultiplex nutzen, zum Beispiel mit vier Sprach-Vollratenkanäle je einem 64-kbit/s-Kanal.